# Gravitationstunnel

In einem Schacht durch den Mittelpunkt der Erde pendelt eine Masse von Oberfläche zu Oberfläche.

Ein Gravitationstunnel ist ein physikdidaktisches Gedankenexperiment, bei dem sich ein Zug reibungsfrei und antriebslos in einem Tunnel durch die Erde bewegt. Bis zum tiefsten Punkt der Strecke beschleunigt die Gravitation den Zug und bremst ihn dann wieder ab. Gefragt ist nach der Reisezeit für einen geraden Tunnel durch den Mittelpunkt oder für eine Sekante, oder auch nach dem Verlauf eines gekrümmten Tunnels für eine minimale Reisezeit. Üblicherweise wird dabei die Erde als homogen und nicht rotierend angenommen.
Die Problemstellung wurde bereits von dem britischen Physiker Robert Hooke im 17. Jahrhundert in einem Brief an Isaac Newton beschrieben. Sie wird manchmal als Konzept eines Transportsystems aufgefasst statt als physikalische Rechenübung, wird aber überwiegend im Bereich Science Fiction angesiedelt, eine Realisierbarkeit ist mehr als fraglich.

## Kraftfeld

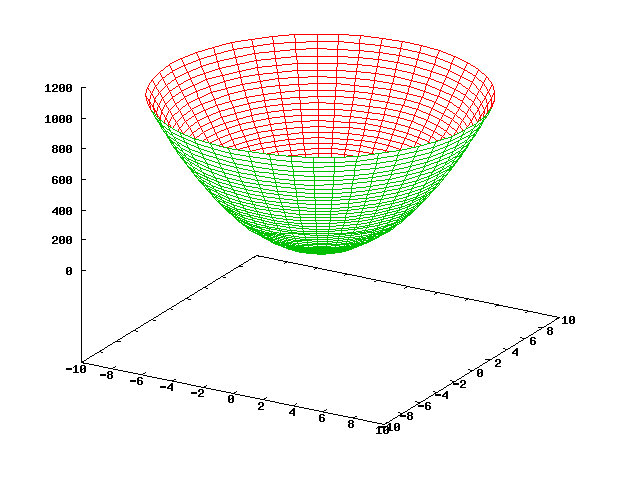
Das Potential eines zweidimensionalen isotropen harmonischen Oszillators

Bei der Lösung der Aufgabe werden Newtons Kugel- und Schalentheorem genutzt. Ersteres besagt, dass eine kugelsymmetrische Massenverteilung im Außenraum das gleiche Feld bewirkt als wäre die Masse im Zentrum konzentriert, letzteres, dass eine Kugelschale nicht zum Feld in ihrem Inneren beiträgt. Für eine Position des Zuges im Abstand {\displaystyle r} zum Mittelpunkt betrachtet man also nur die Masse innerhalb {\displaystyle r}. Diese skaliert mit {\displaystyle r^{3}}. Das Abstandsgesetz der Gravitation enthält {\displaystyle r^{2}} im Nenner, die lokale Fallbeschleunigung ist also proportional zu {\displaystyle r}. Der Proportionalitätsfaktor ist das Verhältnis {\displaystyle g/R} der Werte an der Oberfläche.
Ein lineares Abstandsgesetz geht einher mit einem quadratischen Potential und harmonischen Schwingungen.

## Lösungen

### Schwingungen auf Geraden
In der Formel für die Kreisfrequenz der Federschwingung,
{\displaystyle \omega ={\sqrt {\frac {D}{m}}}\,\approx 0{,}00124\;{\frac {1}{\textrm {s}}}}
identifiziert man {\displaystyle \textstyle D/m} mit {\displaystyle \textstyle g/R} und erhält für die Schwingungsperiode
{\displaystyle T={\frac {2\pi }{\omega }}=2\pi {\sqrt {\frac {R}{g}}}\approx 5000\;{\text{s.}}}
Die Reisezeit beträgt eine halbe Schwingungsperiode, also etwa 42 Minuten.
Da es sich um eine harmonische Schwingung handelt, ist die Periode unabhängig von der Schwingungsamplitude. Also ist die Reisezeit durch Planeten gleicher Dichte {\displaystyle \rho } unabhängig vom Durchmesser {\displaystyle (\omega } skaliert mit {\displaystyle {\sqrt {g}}} also mit {\displaystyle {\sqrt {\rho }}).}
Zudem gilt diese Periode nicht nur für Schwingungen entlang des Erddurchmessers, sondern entlang beliebiger Sekanten, was man leicht sieht, wenn man {\displaystyle r^{2}} im Potential durch {\displaystyle x^{2}+y^{2}} ausdrückt: Für jeden Tunnel in {\displaystyle x}-Richtung ist {\displaystyle y} konstant und {\displaystyle y^{2}} verschiebt nur den Nullpunkt des Potentials, ändert aber nicht dessen Form.
Schwingungen in {\displaystyle x}- und {\displaystyle y}-Richtung sind unabhängig voneinander und ergeben mit 90° Phasenverschiebung und gleicher Amplitude {\displaystyle R} eine Kreisbahn an der Erdoberfläche.
{\displaystyle v=R\omega \approx 7900\,\mathrm {m/s} }
ist nicht nur die Geschwindigkeit auf dieser Kreisbahn, die erste kosmische Geschwindigkeit, sondern auch die Maximalgeschwindigkeit beim freien Fall quer durch die Erde. S. 96

### Schnellste Bahnen
Für eine Kurzstrecke sind schnellere Verbindungen möglich. Die Aufgabe, die Brachistochrone zu finden, also die Bahnkurve für die schnellste Verbindung zwischen zwei gegebenen Punkten an der Oberfläche, ist anspruchsvoller. Die Lösung ist eine Hypozykloide, also die Bahn eines Punktes auf dem Umfang eines Rades, das innen an der Erdoberfläche abrollt. Der Umfang des Rades muss gleich der Bogenlänge zwischen den beiden Punkten sein. Start und Ende der Bewegung erfolgen senkrecht im freien Fall.
Für 4800 km (etwa London–Mekka) gibt Amanda Maxham für die Hypozykloide 27,4 Minuten Reisezeit an. Allerdings erreicht diese Hypozykloide eine Tiefe von über 1500 km, während die Sekante bis auf 447 km absinkt. Zum Vergleich: Die Kola-Bohrung mit etwa zwölf Kilometern Tiefe ist seit 1979 die tiefste Bohrung der Welt.
Kleine Hypozykloiden verlaufen näherungsweise an einer nicht gekrümmten Oberfläche, und dass dies Brachistochronen für den Fall des homogenen Feldes darstellen, fand bereits Johann I Bernoulli im Jahre 1696.

### Inhomogene Massenverteilung

Verlauf der Fallbeschleunigung nach dem PREM (blau) im Vergleich zur Näherung konstanter Dichte (dunkelgrün)

Die reale Massenverteilung der Erde beschreibt das PREM. Da der Erdkern eine weit höhere Dichte hat als der Mantel, ist die Näherung konstanter Dichte unrealistisch, siehe Abbildung. Die Näherung konstanter Fallbeschleunigung (nicht eingezeichnet) ist offensichtlich besser. Damit ergibt sich eine Reisezeit von
{\displaystyle T_{g={\text{const}}}=2{\sqrt {\frac {2R}{g}}}\approx 38{,}0\;{\text{Minuten.}}}
Alexander Klotz gibt für die Reisezeit basierend auf dem PREM 38,2 Minuten an, numerisch ermittelt. Er merkt aber an, dass die originale Problemstellung mit konstanter Dichte lehrreicher sei.

## Rezeption
Im 19. Jahrhundert wurde der Pariser Akademie der Wissenschaften ernsthaft ein Konzept für einen Gravitationszug vorgeschlagen, aber dort nicht weiter beachtet. Vor allem in der zweiten Hälfte des 20. Jahrhunderts wurde das Konzept von einigen Wissenschaftlern wieder aufgegriffen und mathematisch formalisiert. In Unkenntnis der älteren Literatur schlug Paul Cooper erneut Gravitationszüge als mögliches zukünftiges Transportsystem vor. Der Artikel wurde von der Zeitschrift Time aufgegriffen und einem größeren Publikum vorgestellt. S. 99f Physik-Lehrbücher verwenden den Gravitrain als Übungsaufgabe.
Weiterhin findet das Konzept des Gravitationstunnels in Werken der Science-Fiction Verwendung, physikalisch korrekt in Stephen Baxters Buch Ultima, mit groben physikalischen Fehlern im Film Total Recall.